# Auflauf (Speise)

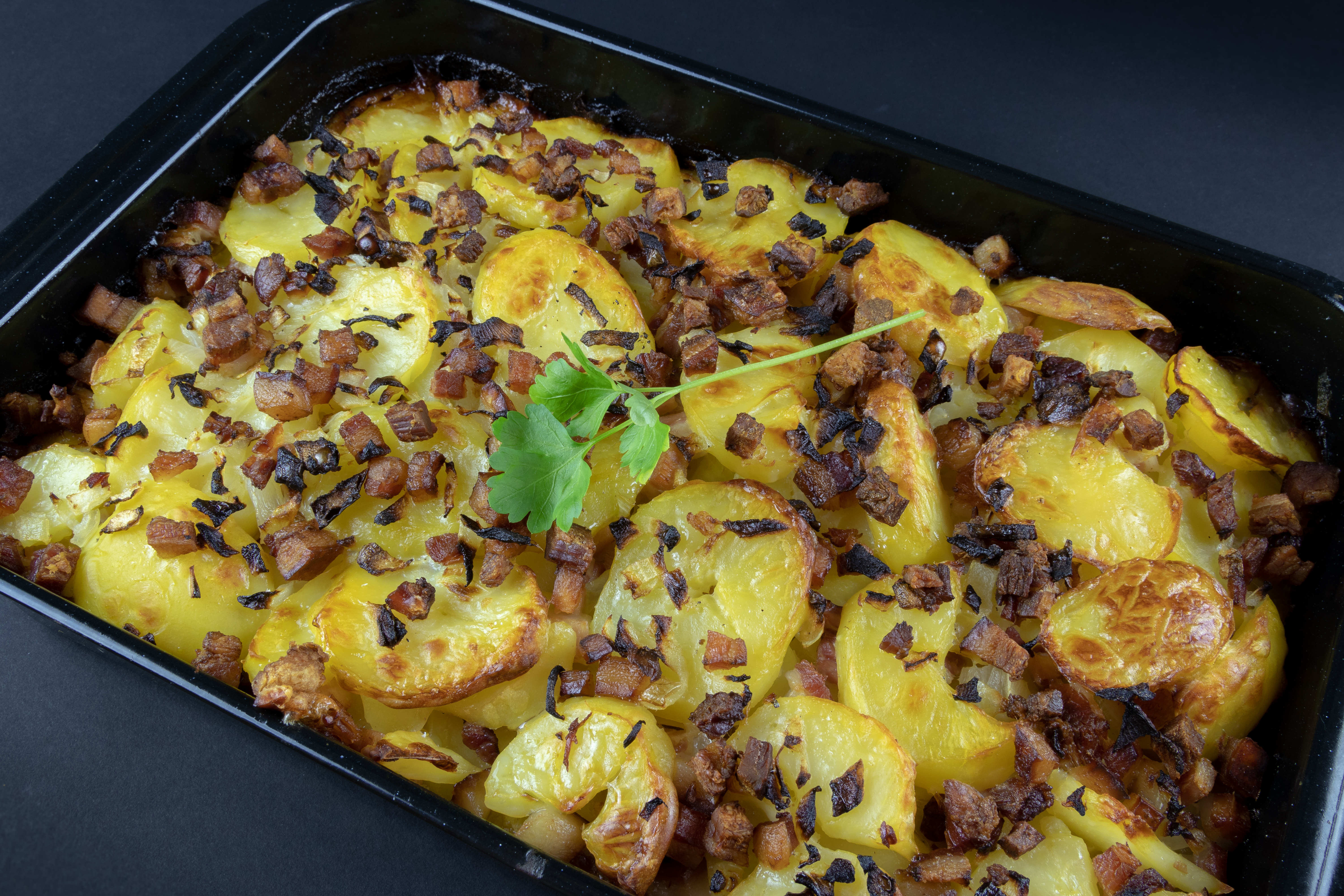
Schinkenbegräbnis: Kartoffelauflauf mit Schinken, Bauchspeck und Ei-Sahne-Legierung, auch als Variante Nudelauflauf möglich

Ein Auflauf ist eine aus rohen und/oder vorgegarten Zutaten zusammengesetzte Speise, die mit eihaltiger Soße abgedeckt im Backofen gegart wird. Aufläufe in kleinen Portionsförmchen können als warme Vorspeisen serviert werden.
Die Bezeichnungen Auflauf und Soufflé werden in der gemeindeutschen Küchensprache fließend verwendet.

## Begriff
Das Wort Auflauf stammt vom mittelhochdeutschen ūflouf (auch „Aufruhr“) und dies von ūfloufen („anschwellen“) ab.
Der Sprachforscher Joachim Heinrich Campe erklärte 1807 das Lemma mit den Worten „Der Auflauf, dasjenige, was aufläuft, in der Küchensprache, wo man eine Speise darunter versteht, welche in einem Ofen oder in den Kohlen gebacken wird und hoch aufläuft“.
In altösterreichischen Kochbüchern findet sich der Auflauf zunächst als „aufgegangenes Koch“, erst in der zweiten Hälfte des 19. Jahrhunderts werden die Koche als Aufläufe bezeichnet. Anna Dorn lehrte um 1850 ihre Kochbuchleser: „Ein Auflauf soll hoch steigen, eine fest aufgerissene Kruste bilden. […] Im Französischen heißt dieses Gericht omelette soufflée.“ Der Fürstenkoch Franz G. Zenker behauptete um 1843 sogar: „Die Auflaufe sind bei uns aus uralten Zeiten her bekannt […], der Zufall hat dieses Gericht vor ungefähr zwanzig Jahren nach Paris gerathen lassen. […] Sie brachten mehr Geschmacksfeinheit hinein, und dies hat sie auf den Wahn gebracht, sie seien die Erfinder unserer guten Auflaufe.“ Auch der preußische Mundkoch Ludwig Ferdinand Jungius vertrat um 1848 die Meinung, dass das Entstehen der Aufläufe aus „ächt deutscher Küche“ hervorgegangen sei.
Der deutsche Begründer einer geordneten Koch-Berufsausbildung Ernst Lößnitzer nahm 1889 die drei synonymen Begriffe (französisch: Soufflé, deutsch: Auflauf und österreichisch: Koch) in seinem Verdeutschungs-Wörterbuch der Fachsprache der Kochkunst und Küche auf.
1918 fasste der deutsche Linguist Paul Kretschmer in seiner Wortgeographie der hochdeutschen Umgangssprache zusammen: „Der Ausdruck das Koch = das Gekochte wird für viele österreichische Mehlspeisen verwendet, die genauer Aufgelaufenes Koch hießen, und in Berlin als Auflauf (Soufflé) bezeichnet werden würden, z. B. Erdäpfelkoch 'Soufflé aux pommes de terre', [...] so kann Gries-, Reiskoch in Wien auch = Gries- , Reisauflauf in Berlin sein“.
Auguste Escoffier verwendet in der deutschen Ausgabe seines Kochkunstführers durchgehend den Begriff Aufläufe als Übersetzung des französischen Wortes soufflée.
Weiterer Ausdruck in der Küchensprache: Speisen werden durch Eiklarschnee souffliert (= bläht auf), durch die Einwirkung der Hitze im Backofen.

## Unterschied Auflauf, Gratin und Soufflé
Aufläufe müssen aufgrund ihrer Zusammensetzung (rohe Ei-Sahne-Legierung) vollständig durchgegart werden, im Gegensatz zu den Gratins, die lediglich gratiniert werden, da diese flachen Zubereitungen keinen Eianteil in der Soße zum Überbacken enthalten.
Der pikante Auflauf ist vom süßen Auflauf (Soufflé) zu unterscheiden, der nur aus Ei, Milch und Zucker besteht.

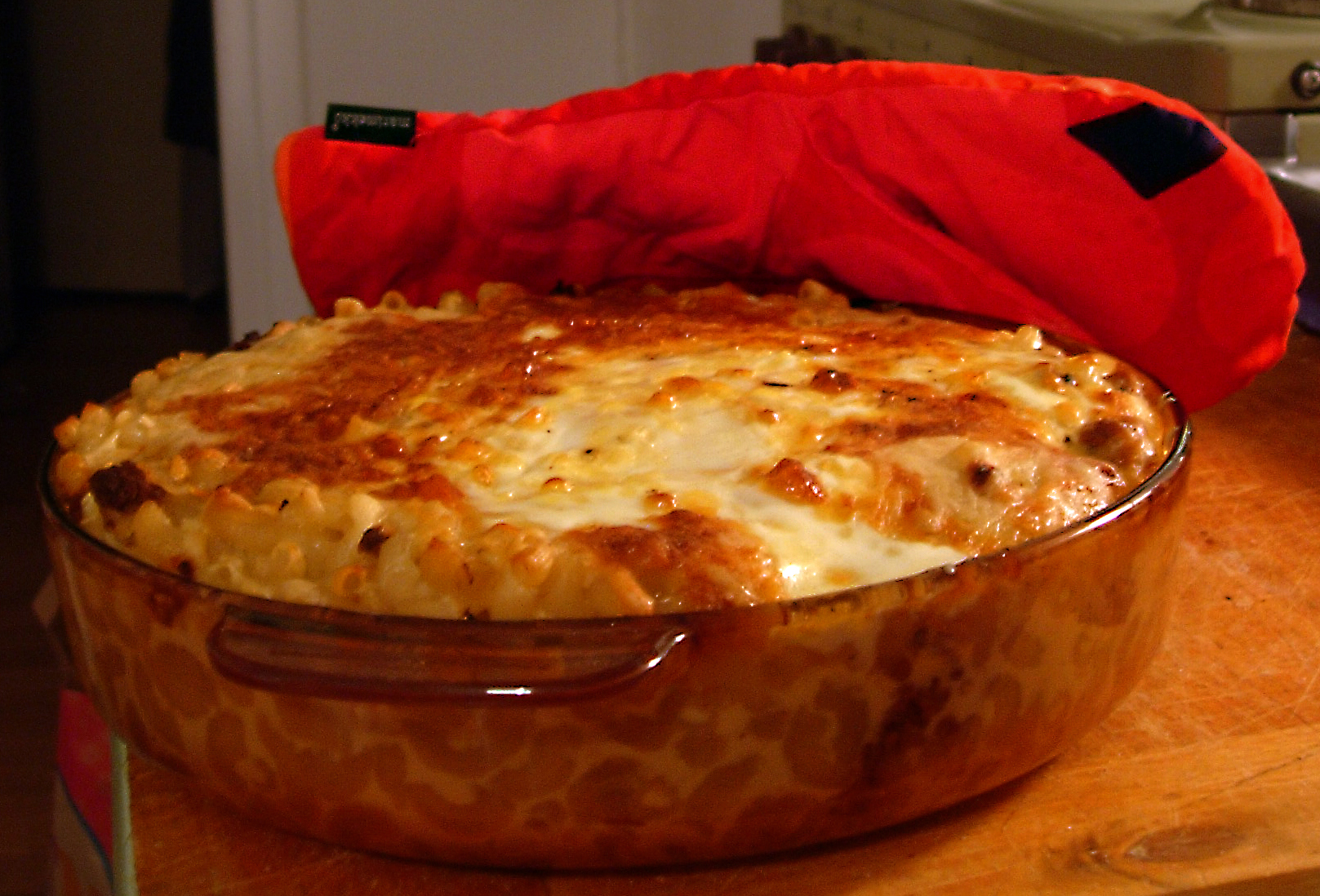
Nudelauflauf

## Grundrezeptur
Escoffier teilte die Aufläufe in zwei Arten: auf Grundlage einer Creme oder eines Fruchtpürees. Er beschrieb auch kalte Aufläufe, die nichts anderes seien als Mousse, das in kleinen Portionsförmchen auch unter dem Namen Auflauf genannt werden könne, wenn man ihnen das „illusorische Aussehen eines Auflaufs“ gebe.
Die Basis aus einer Creme wird aus Butter, Mehl, Eigelb, Eiklar, Zucker, Prise Salz und den geschmacksgebenden Zutaten zubereitet. Für die herzhaften warmen Aufläufe kann man Schinken-, Geflügel-, Wild-, Fisch-, Krebsmus, vorgegarte Gemüse oder geriebenen Käse mit Eigelb, Sahne und Eiklarschnee vermengen und in gebutterten Förmchen im Wasserbad pochieren. Das Auflaufomelett, omelette soufflée, besteht nur aus der dressierten Soufflée-Masse von Eigelb, Eiweißschnee und Zucker mit Vanille, das  sofort nach dem Backen und Stocken serviert werden muss, da das Omelett schnell zusammenfällt.

## Varianten
Weit verbreitete Aufläufe sind Nudel-, Reis- und Kartoffelauflauf. Ein süßer Auflauf ist z. B. der Scheiterhaufen, ein Gericht der österreichischen Küche, bei dem Brot- und Apfelscheiben aufgeschichtet werden, oder der Grießauflauf.